# Кулл-завоеватель
«Кулл-завоеватель» (англ.  Kull the Conqueror) — фэнтезийный фильм режиссёра Джона Николеллы о персонаже Кулле, созданным Робертом Говардом, в главной роли — Кевин Сорбо. Этот фильм — адаптация романа Говарда «Час дракона» о Конане, но главного героя поменяли на другого варвара — Кулла. Сюжетная линия также несёт сходство с двумя другими рассказами Говарда: «Сим топором я буду править» и «Феникс на мече». Мировая премьера состоялась 29 августа 1997 года.

## Сюжет
Действие происходит в Турийскую эру, за сотни лет до рождения Конана-Варвара. На заре цивилизаций, миром правила злобная Империй Ахерон, в которой правили демоны во главе с Королевой-Колдуньей Акивашей. Люди были в их власти в качестве рабов и пищи, пока бог Валка не изгнал демонов Ахерона в Преисподнюю вместе с их госпожой. Прошли тысячелетия, и на месте Ахерона выросло Королевство Валузия, в чьей столице до сих пор горит Пламя Ахерона как напоминание о безбожных временах.
Однажды Кулл, варвар из далекой Атлантиды, заработавший славу как пират и искатель приключений, решился наняться в Легион Дракона к валузскому генералу Талигаро. Пройдя все испытания, включая совместные учения с легионерами, Кулл проигрывает Талигаро бой на мечах с завязанными глазами, так как по мнению генерала, Кулл не способен драться как «цивилизованный» человек. В этот момент гонец из дворца сообщает, что король Борно обезумел и убил своих наследников. Талигаро прибывает во дворец, где безумный король говорит, что один из его сыновей хотел занять трон и Борно избавил королевство от «будущего разочарования». Талигаро вступает с Борно в сражение, в которое вступает и Кулл, который по случайности смертельно ранит короля. Талигаро просит Кулла отдать принадлежащую ему по праву корону, но ни он, ни кто другой не может удержать её (в ходе боя корона упала в рассыпанные угли). Борно, перед самой смертью, передает её Куллу и нарекает что она его, «если сможет удержать». Королевский Евнух, ссылаясь на древние законы, говорит что этим жестом, Борно сделал Кулла своим преемником. Талигаро и остальным приходится признать короля-варвара.
Тем же вечером Кулл знакомится с гаремом короля, и среди наложниц видит Зарету, гадалку, что некогда нагадала ему, что он будет «королём по воле короля». Он просит её прийти в его покои, где карты дали новое пророчество: «Спасение королевство кроется в поцелуе». Кулл пытается овладеть ей, но Зарета говорит, что если она и отдастся, то только как рабыня. Кулл отказывается принимать Зарету и кого-либо ещё в Валузии как рабов, так как сам два года был им на веслах пиратской галеры, пока ему не удалось бежать. Утром он пытается объявить всех рабов в королевства свободными людьми, но тщетно. Древние Законы, высеченные столетия назад на каменной плите, позволяют рабство и королевский совет не позволит нарушать их. Во время движения к храму на коронацию, Кулл видит как избивают монаха. Им оказывается Аскаланте, Верховный Жрец Валки, которого Борно изгнал за ересь, хотя тот просто проповедовал учения своего бога, который некогда освободил человечества от тирании Ахерона. Кулл велит освободить его, чтобы вновь открыть Храм Валки и позволить людям «молиться тем богам, которым они хотят». Во время коронации на Кулла пытаются совершить покушение, но Кулл смог дать убийце отпор и его убивает Талигаро, который и подослал его вместе с заговорщиками, хотя было сказано, что их подослали из враждебного Валузии государства Коммория. Тем же вечером, Кулл хочет освободить Зарету, но та отказывается покидать дворец, якобы чтобы помочь ему в дворцовых интригах, но на самом деле из-за чувств к атланту, которые она скрывает.
Ночью заговорщиков собирает у ворот окало Ахеронского монумента чернокнижник Энарос, адепт Культа Акиваши. Он предлагает заговорщикам участвовать в плане более изощренном, чем банальное убийство — возродить Королеву-Колдунью Ахерона и предложить её Куллу в качестве невесты, чтобы с её помощью погубить короля-варвара. Энарос возрождает Акивашу, следуя инструкциям древнего свитка, а та восстанавливает обожженное лицо своего адепта, при этом запустив механизм нового пришествия демонов в мир.
Во время смотрин, Акиваша, претворившись племянницей одного из заговорщиков, соблазняет Кулла магией и тот теряет голову, и даже не пытается услышать предостережения Зареты. В первую брачную ночь, Акиваша оглушает Кулла, но выдает его двору за мертвого и обвиняет в его смерти Зарету, за что она должна будет умереть на костре как ведьма. Кулл приходит в себя в казематах на окраине столицы, где она пытается склонить атланта на свою сторону, но Кулл клянется Валкой, что отправит её обратно в Ад. Кулл выбирается из казематов, победив троллеподобного помощника Энароса. На выходе его встречает Аскаланте, который рассказывает об истинной сущности Акиваши, и что как только она взойдет на Трон из Топаза, в мир вернутся демоны и Ахерон возродится. Для начала, Кулл и Аскаланте решают спасти Зарету. Тайком проникнув на казнь под видом «самого себя», Кулл освобождает Зарету и вступает в бой с Талигаро, но предпочитают бежать. Впоследствии узнается, что Зарета и Аскаланте — брат и сестра.
Талегаро отправляется в погоню за беглецами, а Акиваша остается в Валузии, чтобы приготовить мир к возрождению Ахерона. Аскаланте рассказывает Куллу, что на Острове Льда, самом северном месте мира, находится Дыхание Валки, единственное оружие против Акиваши. Компания отправляется в Порт Татели, где живёт старый друг Кулла, торговец Джуба. Кулл просит его самый быстрый корабль и берёт его с собой на север. Джуба, узнав про вознаграждение за Кулла, усыпляет его, чтобы потом вернуть Акиваше, а Зарету и Аскаланте продать в рабство. Кулл вновь освобождается из западни и вместе с освобожденными гребцами выбрасывает Джубу и его людей за борт. Со временем Кулл и Зарета сближаются, но видения Акиваши не дают ему забыться с возлюбленной.
Добравшись до Острова Льда, Кулл, Зарета и Аскаланте находят Дыхание Валки — магический ветер, который обращает в лед все, с чем соприкоснется. Аскаланте переводит древнее пророчество, в котором говорится, что избранный станет носителем мощи Валки и сможет затушить Пламя Ахерона. Зарета понимает, что только она сможет приблизиться к источнику ветра, огромному высеченному в камне лику Валки, и просит бога дать ей его мощь, чтобы помочь Куллу. Все это прерывается появлением Талигаро и его людей. В ходе боя Аскаланте оказывается ранен, а Зарета похищена Талигаро, который сам хочет использовать мощь Валки против Акиваши и получить желанный престол Валузии. Аскаланте умирает от ран и ранее подействовавшего на него Дыхания Валки. Кулл, поняв что теперь его судьба связана с Заретой и Валузией, берёт боевой топор и разбивает лик Валки, тем самым выбравшись из пещеры.
К моменту возвращения Кулла в Валузию, начинается кровавое затмение и Акиваша начинает приобретать демонический вид. В Ахеронском монументе происходит битва Кулла и Талигаро, в которой параллельно Акиваша окончательно становится демоном, но сила в Зарете не смогла затушить пламя. Зарета упоминает про пророчество о «поцелуе» и Кулл, забрав у Зареты мощь Валки, целует Акивашу, тем самым впустив Дыхание Валки в Пламя Ахерона, предотвратив пришествие демонов и окончательно уничтожив Королеву-Колдунью. Талигаро угрожает убить Зарету, если Кулл не отдаст ему корону. Воспользовавшись хитростью, Кулл пробивает грудь генерала, говоря что «так дерутся варвары».
Валузия спасена, а Пламя Ахерона навечно погасло. Королевский Евнух готов вновь короновать Кулла, но тот сначала разбивает топором плиту с законами, отпускает рабов и разгоняет гарем, при этом взяв Зарету в жены. Валузия встречает ликованием своего нового короля, Кулла I Завоевателя.

## В ролях
- Кевин Сорбо — Кулл
- Тиа Каррере — Акиваша
- Томас Йен Гриффит — Генерал Талигаро
- Лайтфут — Аскаланте
- Рой Броксмит — Ту
- Харви Файерстин — Джуба
- Карина Ломбард — Зарета

## Съёмки
Съёмки проходили в Хорватии и Словакии.